# Philip Julius Bernhard von Platen

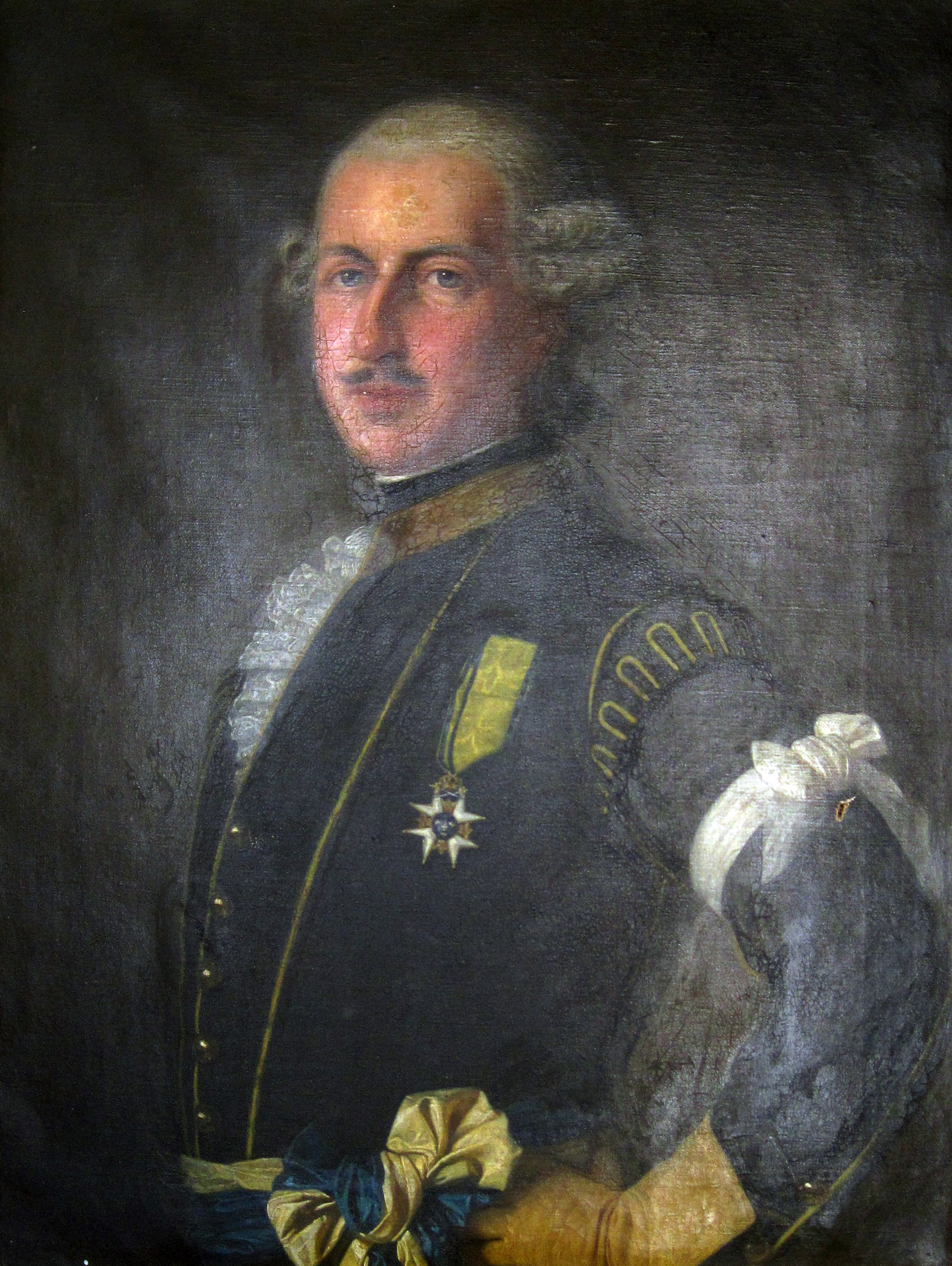
Philip Julius Bernhard von Platen

Philip Julius Bernhard von Platen (* 14. März 1732 auf Gut Dornhof bei Schaprode; † 23. April 1805 ebenda) war ein schwedischer Politiker und Feldmarschall.

## Leben

### Familie
Philip Julius Bernhard war Angehöriger des rügischen Adelsgeschlechts von Platen. Seine Eltern waren der rügische Landrat, schwedische Major und Erbherr auf Dornhof, Christoph Ernst von Platen (1687–1753) und dessen erste Gemahlin Ulrica Lucretia, geborene von Bohlen (1701–1732). Der preußische Kriegs- und Domänenrat und Direktor des Schwedischen Hofgerichts in Vorpommern Christoph Erst August von Platen (* 1723) und der ebenfalls preußische Hauptmann und Adjutant von Generalfeldmarschall Kurt Christoph von Schwerin, Balthasar Alexander von Platen (1725–1757) waren seine älteren Brüder.
1761 vermählte er sich mit Juliane Regine von Usedom (1741–1810). Aus der Ehe sind sechs Kinder, darunter:
- Karl Gustav (* 14. März 1762; † 3. Februar 1819), Generalleutnant ⚭ Maria Ottiliana Strantze (* 21. Februar 1771; † 5. Dezember 1811)
- Friedrich Wilhelm (* 4. September 1763; † 15. August 1788) ⚭ Maria Carolina Sofia von der Lancken (* 4. April 1760; † 22. Januar 1837)
- Juliana Maria Luise (* 7. April 1765; † 7. Mai 1824) ⚭ Erik Peter Stiernsparre (1730–1802), Oberst
- Baltzar (* 29. Mai 1766; † 6. Dezember 1829) ⚭ Hedwig Elisabeth Ekman (* 18. November 1780; † 13. Februar 1862)
- Ernst Christopher (* 27. Mai 1768; † 2. September 1785)
- Charlotte Wilhelmine (* 17. März 1779; † 16. März 1860) ⚭ Freiherr Erik Henrik Vilhelm Haij (1773–1821), Generalmajor

### Laufbahn
Er kam am 16. August 1746 als Volontär in das Leibregiment der Königin. Am 22. Juni 1748 wechselte er in das Regiment des Generalmajors von Schwerin, der in schwedischen Diensten stand. Am 31. Dezember wurde er dort Sergeant und am 5. August 1749 kam er als Sergeant wieder in das Leibregiment der Königin. Am 14. Dezember 1752 wurde er zum Leutnant ernannt und am 3. März 1758 zum Rittmeister und Kommandeur einer Schwadron Husaren. Am 24. April wurde er zum Sekonde-Major im Blauen Husaren-Regiment ernannt und am 28. April 1760 zum Premier-Major im Gelben Husaren-Regiment. Am 23. Juni 1762 kam er als Oberstleutnant in das Grüne Dragoner-Regiment (Bohusläns), von dort wurde er am 10. Dezember in das Nord-Skane Kavallerie-Regiment versetzt. Am 17. August 1772 wurde er zum Oberst und am 16. Oktober 1776 zum Generalmajor befördert.
Von Platen wurde am 23. Oktober 1778 in das Schwedische Ritterhaus introduziert. Am 23. August 1788 stieg er zum Generalleutnant auf und avancierte am 2. November 1795 zum General der Kavallerie, wurde am 1. November 1797 in den schwedischen Freiherrnstand erhoben und stieg am 16. November 1799 zum Feldmarschall auf. Von 1796 bis 1800 war er Generalgouverneur von Schwedisch-Pommern und in dieser Funktion zugleich Kanzler der Universität Greifswald.
Er kämpfte 1758–1762 im Siebenjährigen Krieg in Pommern und wurde im Gefecht bei Löcknitz verwundet. Ferner kämpfte er 1788–1790 im Krieg gegen Russland in Finnland.